# Hibiscus engleri
Hibiscus engleri är en malvaväxtart som beskrevs av Karl Moritz Schumann. Hibiscus engleri ingår i Hibiskussläktet som ingår i familjen malvaväxter. Inga underarter finns listade i Catalogue of Life.